# Pagóndas z Théb
Pagóndas (starořecky Παγώνδας–Pagóndas) byl olympijský vítěz v závodech čtyřspřeží v roce 680 př. n. l.
Na 25. hrách v roce 680 před Kr. zavedli v Olympii po výlučně atletických soutěžích tethrippon tj. závody se čtyřspřežím koní. Prvním vítězem této jezdecké disciplíny byl Pagóndas z Théb.
Závodní vůz byl dvoukolový, podobal se válečnému, ale odlišoval se od něj hlavně lehkostí. Vozataj při závodech stál a na rozdíl od účastníků atletických soutěží nebyl nahý. Koně poháněl dlouhým pevným prutem. Na rovině hipodromu vedl koně ve vyrovnaném řadě a před obrátkou, která byla vždy levosměrná, zešikmil jejich linii tak, že vnější kůň předjížděl ostatní o celou délku těla. Vítězný vozataj byl po závodě ale pouze tím druhým za majitelem vozu, který se stal olympijským vítězem ověnčeným olivovou ratolestí.